# Герцог Норфолк
Ге́рцог Но́рфолк (англ. Duke of Norfolk, [ˈnɔː(ɹ).fək]) — герцогский титул знаменитой английской фамилии Говард. Древнейший из ныне существующих герцогских родов в пэрстве Англии (титул с 1483 года), является вторым по иерархии среди существующих британских герцогств после не связанного с определённой семьёй титула «герцог Корнуольский», который автоматически присваивается старшему сыну монарха (обычно герцог Корнуольский одновременно является и принцем Уэльским). Род герцогов Норфолков выделяется среди прочих аристократических семейств ещё и приверженностью многих его представителей католицизму после Реформации XVI века.
Герцоги Норфолк обладают также подчинёнными титулами: граф Арундел (также древнейший графский титул Англии), граф Суррей, граф Норфолк, барон Бомонт, барон Мелтреверс, барон Фицалан, барон Клан, барон Освестри, барон Ховард из Глоссопа.

## Происхождение. Графы Норфолк
Первые графы Норфолк были из семьи Биго; когда их род пресёкся, Эдуард I дал своему пятому сыну, Томасу Бразертону (1300—1338) титул графа Норфолк. От его правнука по женской линии, Томаса Моубрея, герцога Норфолк и Ноттингем, через его старшую дочь Маргариту, бывшую замужем за сэром Робертом Говардом, происходят позднейшие герцоги Норфолк. Из них в истории примечательны:

## Первые герцоги
Джон Говард, 1-й герцог Норфолк, сын сэра Роберта, враг дома Ланкастеров; при Эдуарде IV стал генерал-капитаном. Так как он помогал Ричарду III прийти к власти, то последний, после смерти внучатого племянника его матери, Джона Моубрея, умершего без мужского потомства, в июне 1483 года дал ему титул герцога Норфолк. Говард погиб вместе с королём в 1485 году в битве при Босворте. Посмертно был обвинён парламентом в государственной измене, и у его семьи был отнят герцогский титул.
Томас Говард, 2-й герцог Норфолк, сын предыдущего. В битве при Босворте попал в руки Генриха VII, после трёхлетнего заточения был освобождён, но носил лишь титул графа Суррей. В 1495 году он вторгся в Шотландию, король которой, Яков IV, вызвал его на поединок. Став в 1501 году лордом-казначеем, принимал деятельное участие во внешней политике при Генрихе VII, а затем и при Генрихе VIII, который после победы над шотландцами при Флоддене в 1513 году возвратил ему титул герцога Норфолка. Умер в 1524 году.
Томас Говард, 3-й герцог Норфолк (1473—1554), старший сын предыдущего.
Томас Говард, 4-й герцог Норфолк (1536—1572), внук предыдущего и сын казнённого Генри, графа Суррей (известного поэта), пользовался сначала большим расположением королевы Елизаветы I, но потом, так как он добивался руки заточённой Марии Стюарт, был посажён в Тауэр. Выпущенный на свободу, он вновь вступил в переписку с Марией и даже вовлёк в переговоры папу, Филиппа Испанского и герцога Альбу, в интересах освобождения пленницы и для свержения Елизаветы с престола. По обнаружении заговора он был казнён; семья его опять лишилась всех имений и титулов.

## Лишение титула. Графы Норфолк (XVII век)
Сын 4-го герцога, Филипп Говард (1557—1595, умер в заключении; канонизирован Католической церковью как мученик) в 1580 году унаследовал от матери титул граф Арундел; с того времени старшая линия Говардов носит этот древний титул.
Сын Филиппа Говарда, Томас Говард, граф Арундел и Норфолк (1585—1646) получил в 1603 году от Якова I обратно титул графа Суррей, позднее назначен великим маршалом; в 1644 году пожалован в графы Норфолк (последнее означало, что титул «герцог Норфолк» не будет присвоен другой семье). Он составил значительное собрание предметов искусства и древностей, часть которых, Arundel-Marbles (Marmora Arundeliana), была им подарена Оксфордскому университету.
Его внук, Томас Говард, 5-й герцог Норфолк (1627—1677) получил после Реставрации от Карла II в 1660 году обратно герцогский титул; это скорее было реабилитацией семьи, нежели личной наградой герцога, который был слабоумен и не исполнял фамильных обязанностей лорда-маршала. Его титул унаследовал брат Генри (1628—1684), который был изгнан из Палаты лордов в 1678 году как католик.

## XVIII—XIX века
Чарльз Говард, 11-й герцог Норфолк (1746—1815), отступил от католицизма и получил этим право, с 1780 года, заседать в парламенте в качестве депутата от Карлейля; в палате он был противником Норта и Питта. Ту же оппозицию он продолжал, после смерти отца в 1786 году, в палате лордов. После жизни, полной разнообразных причуд и капризов, он умер бездетным. Оставшиеся имения и должности перешли к его родственнику,  Бернарду Эдварду Говарду (1765—1842), первому католическому пэру, после закона об эмансипации католиков занявшему место в палате лордов.
Генри Чарльз, 13-й герцог Норфолк (1791—1856), сын Бернарда-Эдварда Говарда, в 1829 году, в качестве первого католического депутата, вступил в палату общин, в 1837 году назначен казначеем королевского придворного штата, а в 1841 году, ещё при жизни отца сделан пэром, с титулом лорда Мэльтрэверс. В 1846 году, как приверженец вигов, стал обершталмейстером. Он был решительным противником ультрамонтанства. Вместе с правительством Рассела он, в 1852 году, сложил свою должность; в 1853 году, при Абердине, получил одно из высших придворных званий. На смертном одре вернулся в католицизм.
Генри Грэнвилл Говард, 14-й герцог Норфолк (1815—1860), старший сын предыдущего, с 1837 года член палаты общин, в противоположность отцу стоял за католические интересы, после роспуска парламента в 1852 году оставил политическое поприще и умер в 1860 году. Титул его перешёл к его сыну, Генри Фицалану-Говарду, 15-му герцогу Норфолк (1847—1917).

## Современность
- Филип Фицалан-Говард (1879—1902), старший сын 15-го герцога, умер неженатым
- Бернард Фицалан-Говард, 16-й Герцог Норфолк (1908—1975), второй сын 15-го герцога
- Майлс Фицалан-Говард, 17-й герцог Норфолк (1915—2002), правнук второго сына 13-го герцога

Нынешний носитель титула — Эдуард Фицалан-Говард, 18-й герцог Норфолк (р. 1956). Наследник — старший сын герцога, лорд Генри Майлз Фицалан-Говард, граф Арундел (р. 1987).

## Список герцогов Норфолк

### Герцоги Норфолк, первая креация (1397)
- 1397—1399: Томас де Моубрей, 1-й герцог Норфолк (1365—1399), также 6-й барон Моубрей и 7-й барон Сегрейв с 1382, 1-й граф Ноттингем с 1383, 3-й граф Норфолк с 1398, граф-маршал в 1386—1398, капитан Кале в 1391—1398, сын Джона де Моубрея, 4-го барона Моубрея, и Элизабет де Сегрейв.
- 1425—1432: Джон де Моубрей, 2-й герцог Норфолк (1392—1432), второй сын предыдущего
- 1432—1461: Джон Моубрей, 3-й герцог Норфолк (1415—1461), единственный сын предыдущего
- 1461—1476: Джон Моубрей, 4-й герцог Норфолк (1444—1476), единственный сын предыдущего

### Герцоги Норфолк, вторая креация (1481)
- 1481—1483: Ричард Шрусбери, 1-й герцог Йоркский (1473—1483), второй сын английского короля Эдуарда IV и Елизаветы Вудвилл. Также являлся графом Норфолком и графом Ноттингемом.

### Герцоги Норфолк, третья креация (1483)
- 1483—1485: Джон Говард, 1-й герцог Норфолк (1425—1485), также 1-й барон Говард с 1470, 12-й барон Моубрей и 13-й барон Сегрейв с ок. 1481, граф-маршал Англии с 1483, лорд-адмирал Англии с 1483, сын сэра Роберта Говарда из Стоук-Нейланда (ок. 1384/1385 — 1436) и Маргарет Моубрей, дочери Томаса Моубрея, 1-го герцога Норфолка первой креации.
- 1514—1524: Томас Говард, 2-й герцог Норфолк (1443—1524), сын предыдущего;
- 1524—1554: Томас Говард, 3-й герцог Норфолк (1473—1554), старший сын предыдущего;
- 1554—1572: Томас Говард, 4-й герцог Норфолк (1536—1572), старший сын Генри Говарда, графа Суррея и внук предыдущего;
- 1660—1677: Томас Говард, 5-й герцог Норфолк (1627—1677), старший сын Генри Говарда, 22-го графа Арундела (1608—1652), праправнук 4-го герцога Норфолка;
- 1677—1684: Генри Говард, 6-й герцог Норфолк (1628—1684), второй сын Генри Говарда, 22-го графа Арундела (1608—1652), праправнук 4-го герцога Норфолка, младший брат и преемник 5-го герцога Норфолка;
- 1684—1701: Генри Говард, 7-й герцог Норфолк (1655—1701), старший сын предыдущего;
- 1701—1732: Томас Говард, 8-й герцог Норфолк (1683—1732), старший сын лорда Томаса Говарда (1662—1689) и внук 6-го герцога Норфолка;
- 1732—1777: Эдвард Говард, 9-й герцог Норфолк (1685—1777), второй сын лорда Томаса Говарда (1662—1689) и внук 6-го герцога Норфолка;
- 1777—1786: Чарльз Говард, 10-й герцог Норфолк (1720—1786), сын Генри Чарльза Говарда (1668—1720), троюродный брат 9-го герцога Норфолка;
- 1786—1815: Чарльз Говард, 11-й герцог Норфолк (1746—1815), единственный сын предыдущего;
- 1815—1842: Бернард Эдвард Говард, 12-й герцог Норфолк (1765—1842), сын Генри Говарда (1713—1787), троюродный брат 10-го герцога Норфолка;
- 1842—1856: Генри Чарльз Говард, 13-й герцог Норфолк (1791—1856), единственный сын предыдущего;
- 1856—1860: Генри Гренвиль Фицалан-Говард, 14-й герцог Норфолк (1815—1860), старший сын предыдущего;
- 1860—1917: Генри Фицалан-Говард, 15-й герцог Норфолк (1847—1917), старший сын предыдущего;
- 1917—1975: Бернард Мармадьюк Фицалан-Говард, 16-й герцог Норфолк (1908—1975), единственный сын предыдущего;
- 1975—2002: Майлз Фрэнсис Стэплтон Фицалан-Говард, 17-й герцог Норфолк (1915—2002), 4-й барон Говард из Глоссопа (с 1972), старший сын Бернарда Фицалана-Говарда, 3-го барона Говарда из Глоссопа (1885—1972), троюродный племянник 16-го герцога Норфолка;
- с 2002: Эдвард Уильям Фицалан-Говард, 18-й герцог Норфолк (род.1956), граф Арундел (1975—2002), старший сын 17-го герцога Норфолка;
  - Наследник: Генри Майлз Фицалан-Говард (род. 1987), лорд Малтрейверс (1987—2002), граф Арундел (с 2002), старший сын 18-го герцога Норфолка.